# Dichrogaster perlae
Dichrogaster perlae är en stekelart som först beskrevs av Adolphe Jacques Louis Doumerc 1855.  Dichrogaster perlae ingår i släktet Dichrogaster och familjen brokparasitsteklar. Inga underarter finns listade i Catalogue of Life.